# Выселки (Владимирская область)
Выселки — деревня в Суздальском районе Владимирской области России, входит в состав Боголюбовского сельского поселения.

## География
Деревня расположена в 8 км на северо-восток от центра поселения посёлка Боголюбово и в 12 км на северо-восток от Владимира, железнодорожная платформа Выселки на линии Владимир — Ковров. 

## История
В конце XIX — начале XX века деревня входила в состав Давыдовской волости Владимирского уезда. В 1859 году в деревне числилось 46 дворов, в 1905 году — 61 дворов, в 1926 году — 64 хозяйств.
С 1929 года село входило в состав Нестерковского сельсовета Владимирского района, с 1940 года — в составе Камешковского района, с 1954 года — в составе Второвского сельсовета, с 1965 года — в составе Лемешенского сельсовета Суздальского района, с 2005 года — в составе Боголюбовского сельского поселения.

## Население
| 1859 | 1905 | 1926 |
| ---- | ---- | ---- |
| 286  | 339  | 288  |

| 1859 | 1905 | 1926 | 2002 | 2010 | 2021 |
| ---- | ---- | ---- | ---- | ---- | ---- |
| 286  | ↗339 | ↘288 | ↘25  | ↗26  | ↘18  |